# 薩拉托加戰役
薩拉托加戰役（英語：Saratoga Campaign），是美國獨立戰爭一場重要戰役，發生於1777年6月14日至10月17日上紐約州。
1777年6月14日，約翰·伯戈因率領英軍由英屬魁北克省出發，經尚普蘭湖南下進攻紐約州；而巴利·聖烈治則率領英軍及北美原住民混合部隊，取道西面的安大略湖及莫霍克河谷。伯戈因計劃與聖烈治夾攻美國重鎮奧爾巴尼，然後等待北美英軍總司令威廉·何奧爵士率領英軍由紐約市北上會師，從而孤立叛亂的新英格蘭地區。
伯戈因在7月初輕易攻取了提康德羅加堡，卻隨即被菲力·斯凱勒以拖延戰術，使行軍進度大為減慢，補給日漸不支。此外，由於種種原因，何奧在7月發動了費城戰役，由海路南下進侵馬利蘭州及賓夕法尼亞州，沒有北上支援；聖烈治的遠征軍在莫霍克河谷受挫而撤回加拿大；而伯戈因搜掠物資的分隊更在班寧頓戰役遭到大陸軍重創。在危機之下，伯戈因仍堅持向南進軍，終於在薩拉托加遭遇霍雷肖·蓋茨的大陸軍防線。
伯戈因在9月19日及10月7日的兩次薩拉托加戰事，都被蓋茨及班奈狄克·阿諾德擊退，更承受不少損傷。駐守紐約市的亨利·克林頓曾率領2,000人北上進攻哈德遜河的高地堡壘，卻因兵力薄弱及鞭長莫及，無法解救伯戈因的困境。隨著約翰·史塔克及其他民兵部隊由東面及北面迫近，伯戈因最終陷入包圍，而在10月17日被迫向蓋茨議和投降。
薩拉托加戰役是促使法國決定與美國同盟的重要因素，往往被視為美國獨立戰爭的轉捩點。不過，英國並未因薩拉托加之敗而在紐約州一蹶不振。新任魁北克省總督腓特烈·哈德曼與聖烈治及莫霍克人戰酋約瑟·布蘭特緊密合作，並厲行侵擾與離間政策，使英國在尚普蘭湖的勢力反而比薩拉托加戰役前更為穩固。聖烈治在1781年再次攻陷提康德羅加堡，而佛蒙特共和國更一度考慮加入英國，只是這些部署最終因英軍在維吉尼亞州的約克鎮圍城戰役落敗、倫敦政府宣佈停止北美軍事行動而戛然終結。